# Ripley (Surrey)
Ripley – wieś w Anglii, w hrabstwie Surrey, w dystrykcie Guildford. Leży 35 km na południowy zachód od centrum Londynu. Miejscowość liczy 2041 mieszkańców.
W tej miejscowości 30 marca 1945 roku urodził się Eric Clapton, brytyjski muzyk rockowy i bluesowy, gitarzysta, kompozytor, wokalista.